# SN-42

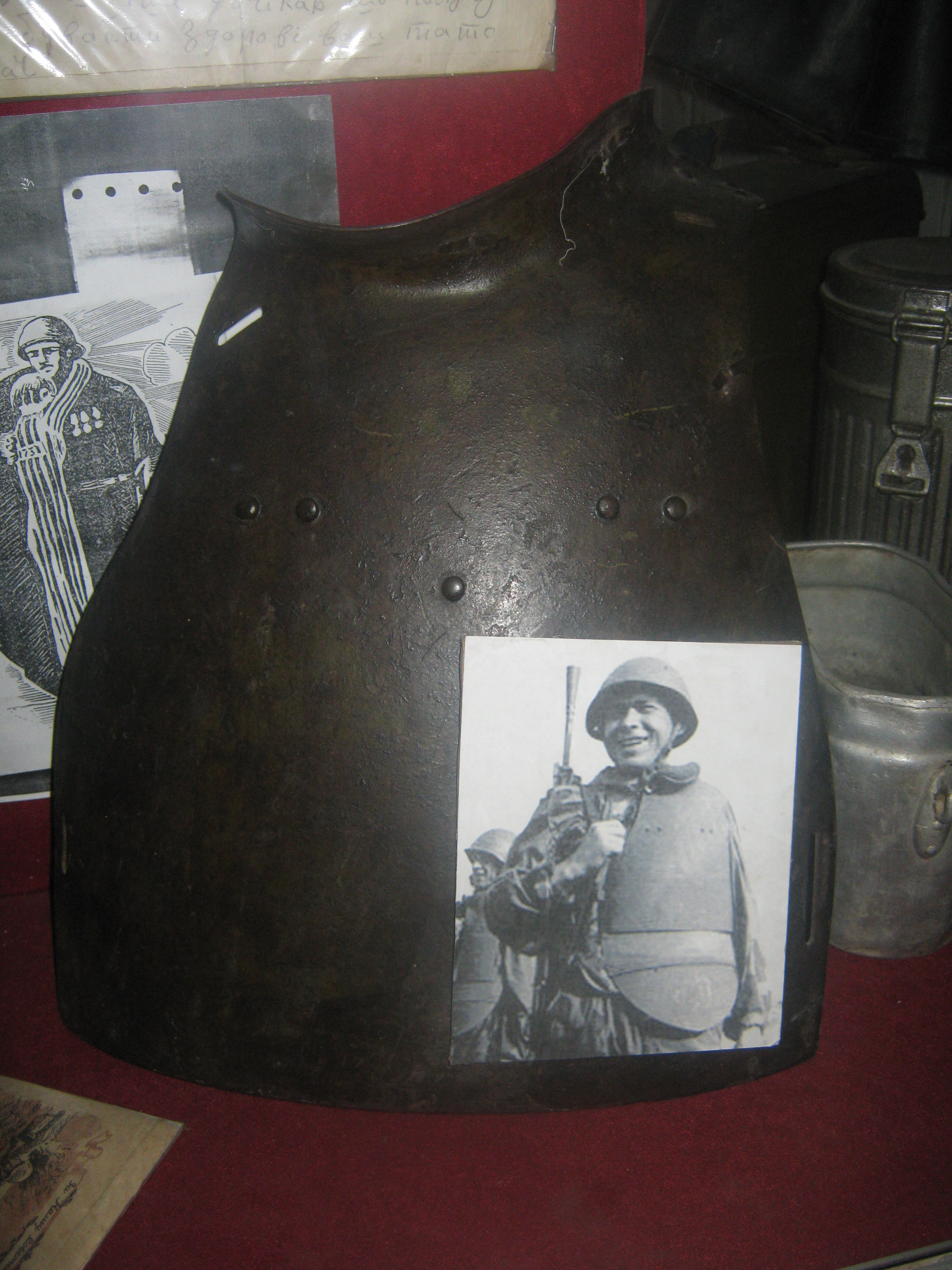

CH-42（ロシア語：СН-42 стальной нагрудник）は、ソビエト軍が第二次世界大戦で使用していたボディアーマーである。

## 概要
体の前面の胴と鼠径部を保護する二枚のプレス加工された厚さは2mmの鋼板でできていて重さは3.5kgである。
一部の歩兵とタンクデサントを行う跨乗歩兵（戦車の上に乗って移動する歩兵）に供給された。
その形から「鋼のよだれ掛け」と渾名されていた。
防御力はドイツ軍が使用するMP40の9x19mmパラベラム弾が100m程度の距離で貫通しないレベルである。
スターリングラードの市街地戦闘ではドイツ兵の短機関銃相手に役立ったといわれる。
しかし、その重さゆえに野戦では実用的ではなかった。

## モデル
キリル文字のСはラテン文字のSに、НはNに相当するので英語表記ではSNとされる。
ここでは原語のキリル文字でСНと表記している、末尾の数字は年数を表している。
СН-38
СН-39
СН-40
СН-40 А
СН-42

## 登場作品
『同志少女よ、敵を撃て』
第12大隊のヒョードルが着用している。